# Budleigh Salterton
Budleigh Salterton è un paese di 4 805 abitanti della contea del Devon, in Inghilterra.
Vi si estrae il lavendulano.